# Presence (Film)
Presence (dt. etwa „Anwesenheit“) ist ein US-amerikanischer Spielfilm von Steven Soderbergh aus dem Jahr 2024. Der Horrorfilm handelt von einer Familie, die in ein neues Zuhause einzieht und schon bald davon überzeugt ist, nicht allein zu sein. Die Hauptrollen übernahmen unter anderem Lucy Liu, Chris Sullivan und Julia Fox. Das Werk wurde im Januar 2024 beim 40. Sundance Film Festival uraufgeführt.

## Handlung
Eine Familie zieht in ein Vorstadthaus ein. Schon bald ist sie überzeugt davon, dass ihr neues Zuhause von einem mysteriösen Wesen bewohnt wird.

## Hintergrund
Es handelt sich um den 35. Spielfilm des US-amerikanischen Regisseurs Steven Soderbergh, der auch unter den Pseudonymen „Peter Andrews“ und „Mary Ann Bernard“ für Kamera und Schnitt verantwortlich zeichnete. Das Drehbuch verfasste David Koepp, der zuvor mit ihm an dem Thriller Kimi (2022) zusammen gearbeitet hatte. Als Produzenten waren Julie M. Anderson und Ken Meyer an dem Projekt beteiligt.
Als Schauspielensemble wurden Lucy Liu, Chris Sullivan, Callina Liang, Julia Fox, Eddy Maday und West Mulholland verpflichtet. Sullivan hatte Soderbergh bereits bei seiner Fernsehserie The Knick (2014–2015) eingesetzt. Der gesamte Film wurde an nur einem Drehort fertiggestellt. Gedreht wurde im Jahr 2023 während des langanhaltenden Streiks der amerikanischen Schauspielergewerkschaft SAG-AFTRA. Das Projekt hatte eine Ausnahmegenehmigung erhalten.

## Veröffentlichung und Rezeption
Die Weltpremiere von Presence erfolgte am 19. Januar 2024 im Rahmen des Sundance Film Festivals. Dort wurde das Werk in die Sektion Premieres aufgenommen. Im Online-Katalog priesen die Veranstalter den Film als „spannende filmische Fahrt, die Soderberghs Status als Ikone des amerikanischen Independent-Films“ unterstreiche. Auch hoben sie das Drehbuch und die „immer wieder beeindruckenden Bilder“ hervor. Programmleiterin Kim Yutani beschrieb Presence als „einen wirklich überaus kreativen Film“.